# Peugeot Fox
Le Peugeot Fox est un modèle de cyclomoteur de la marque Peugeot Motocycles.

## Historique
Sorti en 1993, le Fox est un hybride entre deux genres de cyclomoteurs, la mobylette et le scooter. Peugeot n'en était pas à son coup d'essai, puisque le 105 sorti seize ans auparavant avait déjà tenté ce concept.
Lorsque le Peugeot Fox sort, Peugeot associe les points forts des deux genres de cyclomoteurs et permet au Fox de transporter des objets plus facilement qu'avec une mobylette classique ainsi qu'une grande autonomie grâce à son réservoir de plus de cinq litres. Avec ses jantes de seize pouces à trois bâtons, il utilise le look des mobylettes avec une légère ressemblance avec le 103 SPX, et son bras mono-oscillant lui confère un look original. Pourtant, malgré son aspect proche des mobylettes, il se comporte comme les scooters, avec son confort de conduite bienvenu ainsi qu'une nervosité accrue dans les bas et moyens régimes, cela est dû en partie à sa transmission par courroie, son double variateur et son cylindre à cinq transferts. D'ailleurs, l'hybridation est flagrante puisque des modèles fonctionnent au mélange alors que d'autres fonctionnent par graissage séparé.
Le Peugeot Fox était largement utilisé à l'époque pour les livraisons de pizzas, que ce soit dans les grandes chaînes ou pizzerias indépendantes.

## Séries spéciales

### Peugeot FXR
Le Peugeot FXR (Peugeot Fox Racing), produit à partir de 2005, est la version sportive du Fox avec sa lentille à la place du phare, sa barre de renfort et son avant complet de 103 RCX.

### Peugeot FoxLa Poste
Utilisé par La Poste, ces Fox avaient la particularité de posséder la plupart du temps un porte-bagage à l'avant permettant un transport de courrier plus facile.